# نادي السلمان
نادي السلمان الرياضي هو فريق كرة قدم عراقي مقره في المثنى، يلعب في الدوري العراقي الدرجة الثانية.

## روابط خارجية
- نادي السلمان على موقع Goalzz.com
- أندية العراق - تواريخ التأسيس